# Petřičekita
La petřičekita o petříčekita és un mineral de la classe dels sulfurs, que pertany al grup de la marcasita. Rep el seu nom en honor de Václav Petříček, cristal·lògraf de l'Institut de Física de l'Acadèmia de Ciències txeca, a Praga.

## Característiques
La petřičekita és un selenur de coure, de fórmula química CuSe₂. Va ser aprovada com a espècie vàlida per l'Associació Mineralògica Internacional l'any 2016. Cristal·litza en el sistema ortoròmbic. Es troba en forma d'inclusions, d'aproximadament 150 micres, en grans d'eucairita. La seva duresa a l'escala de Mohs es troba entre 2 i 2,5. És isostructural amb la marcassita i dimorf de la krut'aïta. És l'anàleg de coure de la ferroselita i la kullerudita. Es troba químicament relacionada amb l'athabascaïta, la bellidoïta, la berzelianita, la klockmannita i la umangita.

## Formació i jaciments
Va ser descoberta a Předbořice, a Bohèmia Central (República Txeca). També ha estat descrita a la mina El Dragón, a la província Antonio Quijarro (Departament de Potosí, Bolívia). Sol trobar-se associada a altres minerals com la klockmannita, l'eucairita i l'athabascaïta.